# Рустем Халілов
Халілов Рустем Нариманович, відомий як Рустем Халіл, (нар. 3 квітня 1983, Чирчик, Ташкентська область, Узбецька РСР, СРСР) — український журналіст, письменник, автор роману «Часу немає».

## Біографія
За національністю — кримський татарин. Народився в сім'ї військового і лікарки. У 1990 році родина переїхала в Донецьку область. В 1994 році батько помер. Того ж року родина повернулася до Криму, звідки в 1944 році депортували всіх кримських татар. У 2005 році закінчив Таврійський національний університет ім. В. І. Вернадського.

## Сім'я
Одружений з Ельнарою Абдуллаєвою.

## Професійна діяльність
- У 2002 році став позаштатним кореспондентом кримської газети «Півострів».
- У 2005—2007 роках — кореспондент кримської газети «Авдет».
- У 2007—2009 роках — кореспондент Кримського центру журналістських розслідувань.
- З 2007 року під псевдонімом Рустем Хан співпрацює[3] з низкою всеукраїнських видань. Регулярно публікується у виданні «Главред».
- З 2008 року — кримський кореспондент щотижневика «Коментарі».
- У 2010 році переїжджає до Києва для подальшої роботи у виданні «Коментарі»: спочатку політичний оглядач, потім репортер, потім редактор репортажного відділу[4][недоступне посилання з 08.10.2023].
- У 2013 році — репортер телеканалу «ATR».
- У 2016—2018 роках працює в українській редакції Радіо Свобода, в проєкті Крим.Реалії.
- У 2017—2018 роках — автор проєкту «Хроніка одного дня. Україна в XXI столітті» в Українській правді[5].
- У 2018—2019 роках — головний редактор порталу QHA-media[6].
- У 2020 році повертається на Радіо Свобода[7].
- З 2023 року працює в інтернет-виданні Українська правда[8][9].

## Творчість
У 2023 у Видавництві Старого Лева вийшов дебютний роман «Часу немає», над яким Рустем Халіл працював впродовж 15 років. На сторінках роману — історія про київського юриста Едема, який віддає свою душу джинові в обмін на можливість провести кілька днів в чужих тілах.